# アメリカオグロシギ
アメリカオグロシギ （亜米利加尾黒鷸、学名：Limosa haemastica）は、チドリ目シギ科に分類される鳥類の1種。

## 分布
繁殖地
カナダ北東部、アラスカ、ハドソン湾沿岸部
越冬地
南アメリカ
日本での記録
2007年5月、佐賀県佐賀市で記録されている。

## 形態
オオソリハシシギ、オグロシギと似るが、本種は雌雄ともに夏羽でも顔が赤くならず、翼下面の下雨覆と腋羽が黒い。肩羽と上背の軸斑が目立つので遠目には上面が暗色に見える。
夏羽では胸〜腹が赤褐色で黒い横縞が出る。メスは体が大きく、嘴が長い。赤色味はオスより薄く、脇と腹に白斑が多く入る。
嘴は長く、先端が上方に向けて反る。脚は長く黒い。

## 生態
食性
昆虫、甲殻類

## 絶滅危惧評価
- VULNERABLE (IUCN Red List Ver. 3.1 (2001))

## 参照・注釈
1. ↑  宮﨑八州雄、アメリカオグロシギLimosa haemasticaの日本初記録、Strix Vol.26 pp.177-180、日本野鳥の会、2008年
2. ↑  Limosa haemastica  (Species Factsheet by BirdLife International)